# Марченко, Владимир Иванович (Герой Российской Федерации)
Влади́мир Ива́нович Ма́рченко (22 апреля 1951, Борисов, Минская область — 20 августа 1996, Грозный) — заместитель начальника отдела Управления по борьбе с организованной преступностью Приморского края, подполковник милиции.

## Биография
В.И. Марченко родился 22 апреля 1951 года в г. Борисове Минской области Белорусской ССР. Трудовую деятельность начал в 1969 году мотористом на судах Дальневосточного морского пароходства. В 1979 году был направлен на службу в органы внутренних дел Приморского края. С 1979 года по ноябрь 1989 года служил инспектором отделения политико-воспитательной работы  политического отдела УВД  Приморского края. Затем занимал должности инструктора отделения по профилактике правонарушений среди несовершеннолетних управления профилактической службы и  старшего инспектора по розыску угнанного и похищенного транспорта специальной роты отдельного батальона ГАИ и заместителя командира этого батальона.
В 1984 году закончил исторический факультет Дальневосточного государственного университета, в 1996 году — Владивостокский филиал Юридического института МВД РФ. 
В 1993 году Владимир Иванович был выдвинут на должность заместителя начальника спецотдела быстрого реагирования Управления по борьбе с организованной преступностью и исполнял её до дня своей героической гибели. 
Он возглавлял подчинённый личный состав в боевых действиях по защите конституционного строя в Чеченской республике в 1995-1996 годах. 
За проявленное мужество в 1995 году Указом Президента России Владимир Марченко был награждён медалью ордена «За заслуги  перед Отечеством 2-й степени». 
20 августа  1996 года при проведении операции по разблокированию Координационного центра МВД России и отражения атаки боевиков на здание МВД  Чеченской республики,  В.И. Марченко возглавил отряд СОБРа. Он умело руководил манёвром и огнём подчинённых. В ходе двухчасового боя боевики были отброшены, угроза окружения Координационного центра была предотвращена, но сам командир был смертельно ранен. 
Похоронен на Морском кладбище Владивостока.
За образцовое выполнение служебного долга по обеспечению государственной безопасности, территориальной целостности Российской Федерации, проявленное мужество, героизм и отвагу подполковнику милиции Марченко Владимиру Ивановичу Указом Президента Российской Федерации № 608 от 14.06.1997 г. присвоено (посмертно) звание  Героя России. Приказом  министра внутренних дел Российской Федерации № 704 от 28.10.1997 г. его имя навечно зачислено в списки личного состава Управления внутренних дел Приморского края. 
20 августа 1999 года решением главы администрации г. Владивостока улица Тормозная в Первореченском районе города была переименована в улицу Марченко.